# Hi Inergy
High Inergy war eine US-amerikanische Soul-Band, bestehend aus Barbara Mitchell, Linda Howard, Michelle Rumph und Vernessa Mitchell.

## Geschichte
Gegründet wurde die Gruppe High Energy im April 1976. Entdeckt wurden sie von Gwen Gordy-Lupper, der Schwester des Motown Records Besitzers Berry Gordy, der ihnen 1977 einen Vertrag für sein Gordy label gab. Der Name wurde in High Inergy geändert und die Gruppe wurde als 'the new Supremes' vorgestellt. Die Combo hatte schnell Erfolg mit ihrem Hit You Can’t Turn Me Off (In The Middle Of Turning Me On), ein Top-20-Hit in den USA im September 1977.
Bis 1983 hatten sie weitere acht Soul-Hits, jedoch ohne Platzierung in den Pop-Charts. Vernessa Mitchell verließ die Gruppe bereits 1979 und versuchte sich als Gospel-Sängerin.
High Inergy löste sich 1984 auf, als die Lead-Sängerin Barbara Mitchell eine Solo-Karriere startete. Sie hatte einen kleineren Hit im Duett mit Smokey Robinson bei Blame It On Love (1983), doch ihr 1984er-Debüt, Get Me Through The Night, konnte sich am Markt nicht durchsetzen.

## Diskografie

### Alben
| Jahr | Titel                | Höchstplatzierung, Gesamtwochen, AuszeichnungChartplatzierungen (Jahr, Titel, Platzierungen, Wochen, Auszeichnungen, Anmerkungen) | Höchstplatzierung, Gesamtwochen, AuszeichnungChartplatzierungen (Jahr, Titel, Platzierungen, Wochen, Auszeichnungen, Anmerkungen) | Anmerkungen |
| Jahr | Titel                | US | R&B | Anmerkungen |
| ---- | -------------------- | --- | --- | ----------- |
| 1977 | Turnin’ On           | US28 (25 Wo.)US | R&B6 (21 Wo.)R&B |             |
| 1978 | Steppin’ Out         | US42 (13 Wo.)US | R&B46 (6 Wo.)R&B |             |
| 1979 | Shoulda Gone Dancin’ | US147 (5 Wo.)US | R&B72 (2 Wo.)R&B |             |
| 1981 | Hold On              | — | R&B70 (3 Wo.)R&B |             |
| 1983 | Groove Patrol        | — | R&B62 (3 Wo.)R&B |             |

Weitere Alben
- 1979: Frenzy (Gordy)
- 1981: Hi Inergy (Gordy)
- 1982: So Right (Gordy)
- 1984: Get Me Through The Night (Atlanta Artists, Soloalbum von Barbara Mitchell, produziert von Larry Blackmon von Cameo)

### Singles
| Jahr | Titel Album                                                       | Höchstplatzierung, Gesamtwochen, AuszeichnungChartplatzierungen (Jahr, Titel, Album, Platzierungen, Wochen, Auszeichnungen, Anmerkungen) | Höchstplatzierung, Gesamtwochen, AuszeichnungChartplatzierungen (Jahr, Titel, Album, Platzierungen, Wochen, Auszeichnungen, Anmerkungen) | Anmerkungen |
| Jahr | Titel Album                                                       | US | R&B | Anmerkungen |
| ---- | ----------------------------------------------------------------- | --- | --- | ----------- |
| 1977 | You Can’t Turn Me Off (In the Middle of Turning Me On) Turnin’ On | US12 (22 Wo.)US | R&B2 (24 Wo.)R&B |             |
| 1978 | Love Is All You Need Turnin’ On                                   | US89 (5 Wo.)US | R&B20 (13 Wo.)R&B |             |
| 1978 | We Are the Future Steppin’ Out                                    | — | R&B77 (7 Wo.)R&B |             |
| 1978 | Lovin’ Fever Steppin’ Out                                         | — | R&B51 (9 Wo.)R&B |             |
| 1979 | Shoulda Gone Dancin’                                              | — | R&B50 (8 Wo.)R&B |             |
| 1980 | Make Me Yours Hold On                                             | — | R&B68 (6 Wo.)R&B |             |
| 1981 | Goin’ Thru the Motions High Inergy                                | — | R&B73 (5 Wo.)R&B |             |
| 1982 | First Impression So Right                                         | — | R&B50 (10 Wo.)R&B |             |
| 1983 | He’s a Pretender Groove Patrol                                    | US82 (5 Wo.)US | R&B62 (11 Wo.)R&B |             |